# Campanula scheuchzeri
Campanula scheuchzeri är en klockväxtart som beskrevs av Dominique Villars. Campanula scheuchzeri ingår i släktet blåklockor, och familjen klockväxter. Inga underarter finns listade i Catalogue of Life.

## Bildgalleri

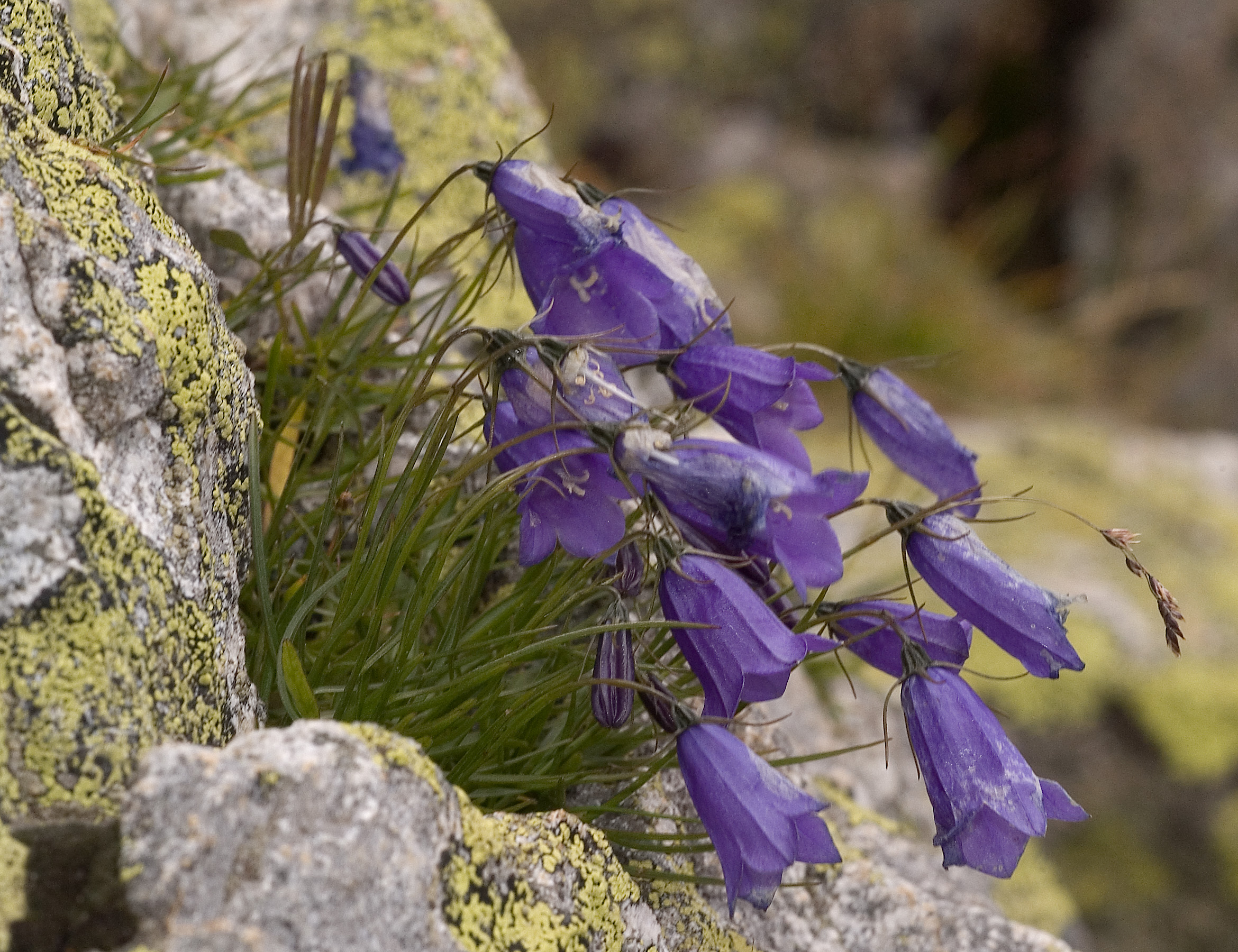
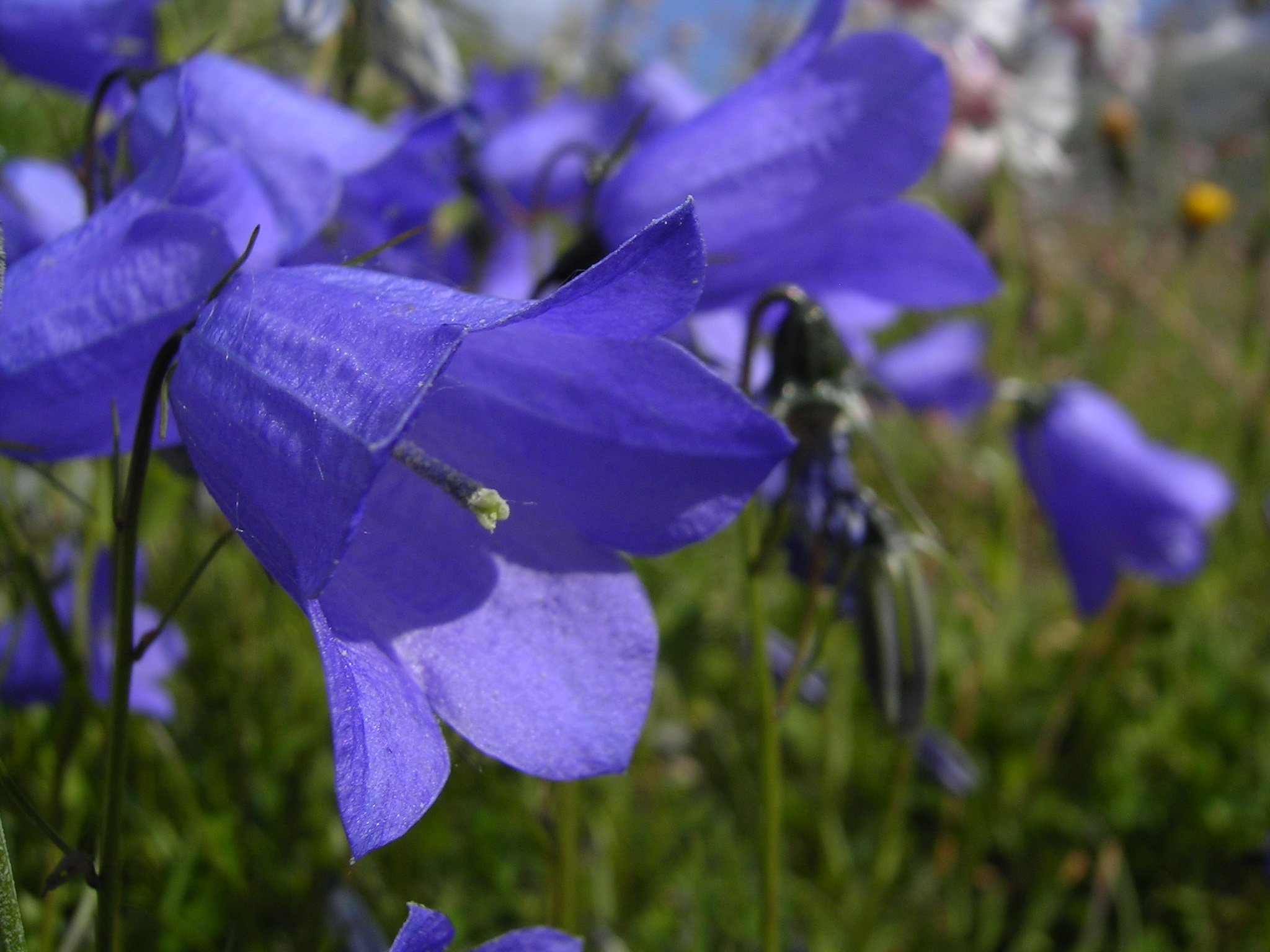
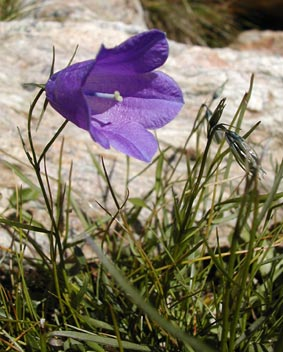
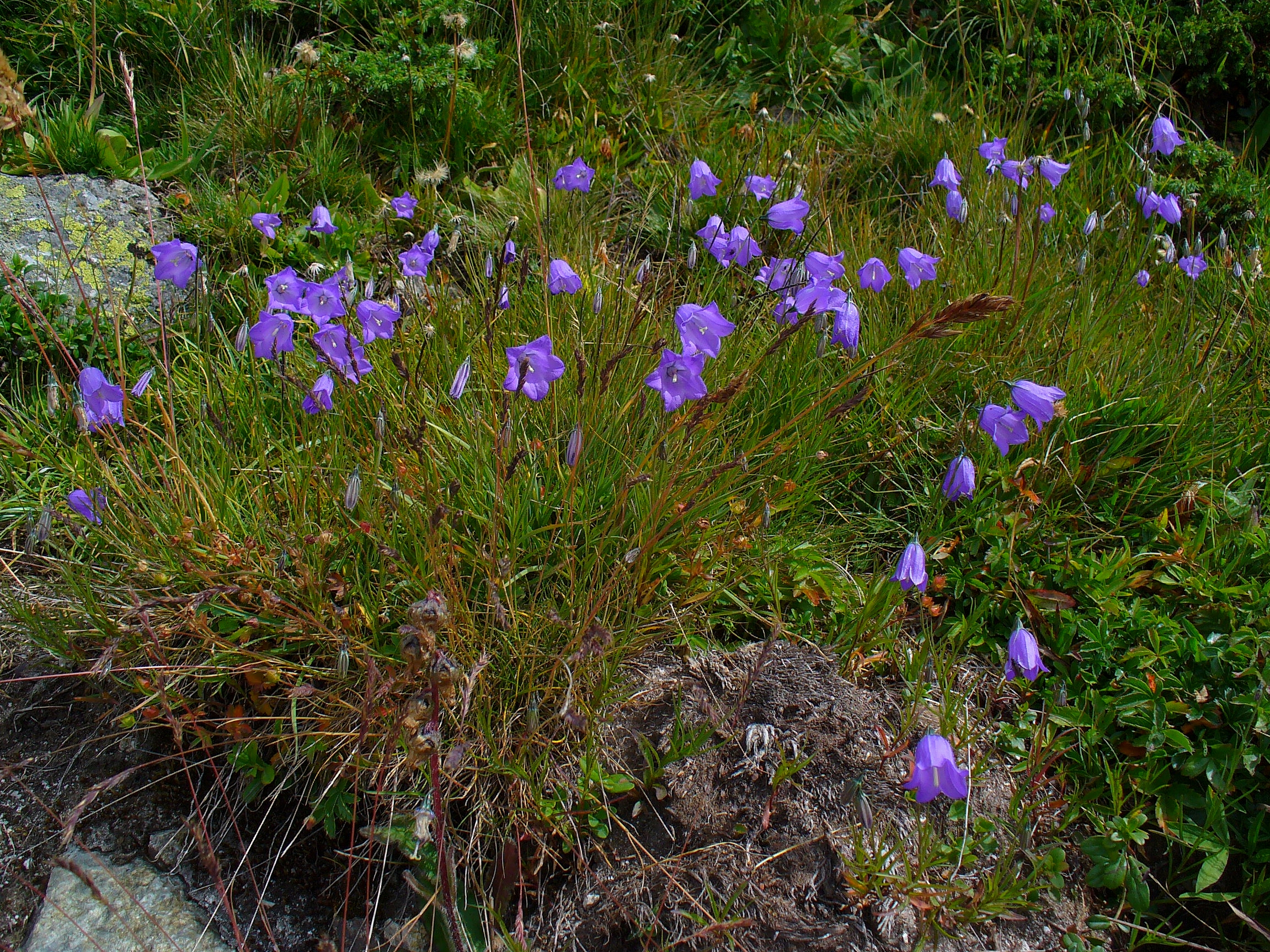
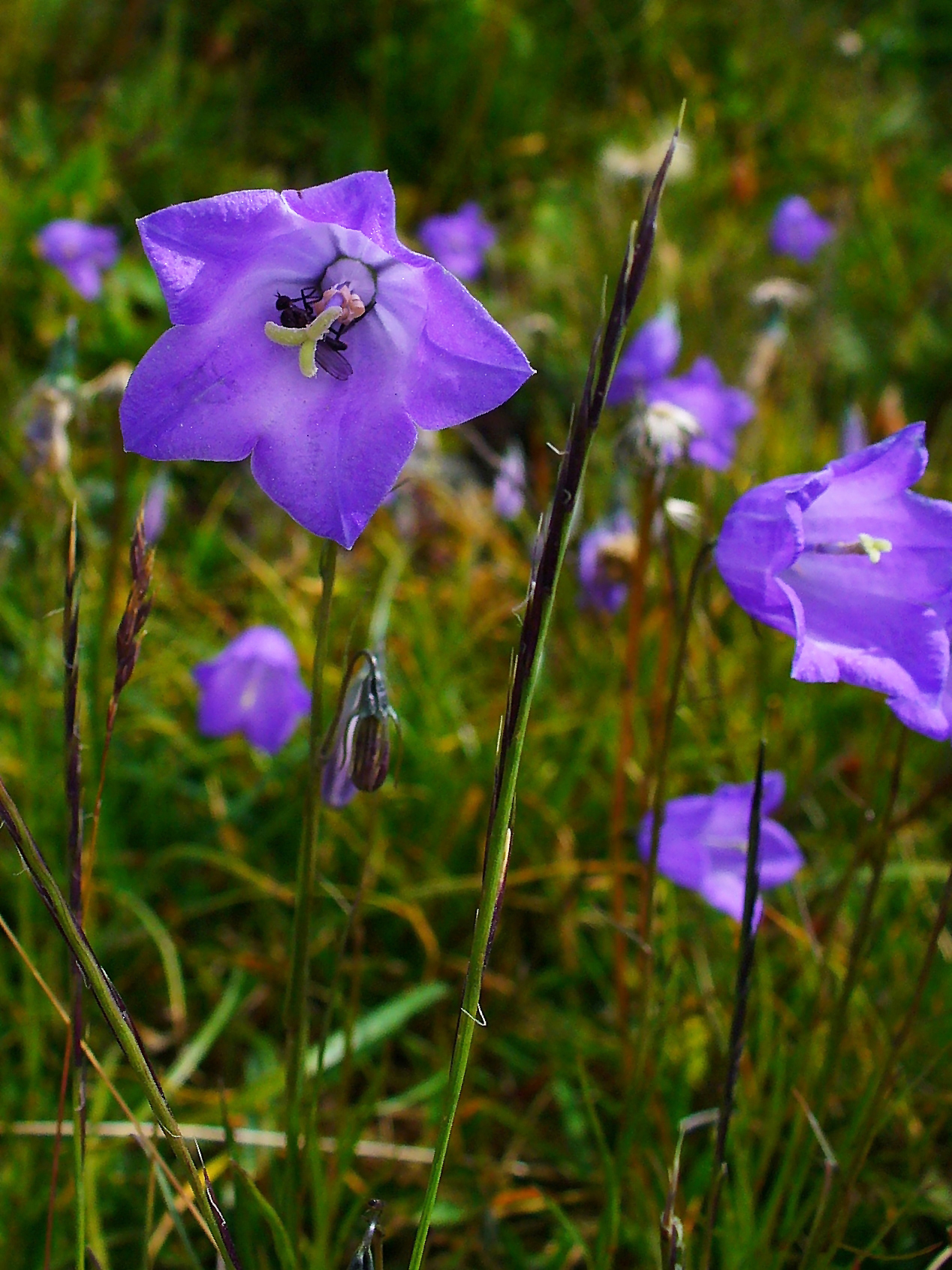